# Dekpuntstelling van Caristi
De dekpuntenstelling van Caristi is door het geringe aantal eisen dat wordt gesteld zeer geschikt om het bestaan van dekpunten aan te tonen, daar waar andere dekpuntstellingen falen. De stelling is niet constructief en garandeert niet de uniciteit van het dekpunt.

## Stelling
Laat {\displaystyle (M,d)} een volledige metrische ruimte zijn en {\displaystyle f:M\to M.}
Laat verder {\displaystyle F:M\to \mathbb {R} ^{+}} half-continu van beneden zijn en
{\displaystyle d(v,f(v))\leq F(v)-F(f(v)).}
Dan heeft {\displaystyle f} een dekpunt.

## Opmerkingen
Het oorspronkelijke bewijs van Caristi is zeer ingewikkeld. Toen James Caristi in 1976 deze stelling publiceerde baarde deze veel opzien, daar in zijn stelling
weinig eisen worden gesteld aan de ruimte en ook geen continuïteit wordt geëist aan de functie {\displaystyle F.}
De dekpuntstelling van Caristi is een van de dekpuntstellingen die eenvoudig bewezen kunnen worden met het beginsel van Ekeland.
Een ander voorbeeld is de contractiestelling van Banach.

## Bewijs van de stelling
Volgens het beginsel van Ekeland is er een {\displaystyle v\in M} zo, dat voor alle {\displaystyle w\in M} geldt
{\displaystyle F(w)\geq F(v)-{\tfrac {1}{2}}d(v,w).}
Kies {\displaystyle w=f(v).}
Dan is 
{\displaystyle F(v)-F(f(v))\leq {\tfrac {1}{2}}d(v,f(v))}.
Anderzijds is volgens de stelling 
{\displaystyle F(v)-F(f(v))\geq d(v,f(v))}.
Dit is slechts mogelijk als 
{\displaystyle d(v,f(v))=0.}
dus als:
{\displaystyle f(v)=v.}
Het punt {\displaystyle v} is dus een dekpunt van {\displaystyle f.}